# Cioropcani, Ungheni
Cioropcani este satul de reședință al comunei cu același nume  din raionul Ungheni, Republica Moldova.

## Istorie
Satul Cioropcani este atestat documentar pentru prima dată în 1443, cu denumirea de Cereucani:
„Din mila lui Dumnezeu, noi, Ștefan voievod, domn al Țării Moldovei. Facem cunoscut, cu această carte a noastră, tuturor celor care o vor vedea sau o vor auzi citindu-se, că am voit domnia mea cu bunăvoia noastră și cu inima curată și luminată și am făcut pentru pomenirea sfântrăposatului părintelui nostru și pentru sănătatea domniei mele și cu ajutorul lui Dumnezeu ca să împuternicim și să întărim mânăstirea de la Pobrata, unde este hramul Sfântului nostru părinte și făcător de minuni Nicolae. De aceea, și domnia mea dăm și întărim satele acestei mai sus-scrise mănăstiri, pe care le are de la părintele domniei mele, satele numite: pe Pobrata, trei sate, anume Neagomirești, și Iurcești și Bodești, și moară, și, pe Prut, anume Grabăuți, și Ciulenești și Berești, și, la Botne, Râpcinți și cu moară, pe Telița, și prisaca Visoca, și Cereucani, și Rădăuți, și Balan și unde este Șandru, și, pe Bahlui, sub Hârlău, unde este Mihailo și cu moară. Toate aceste mai sus-scrise să fie acestei înainte zise mănăstiri uric, și ohabă și neclintit niciodată, în veci.

...

Iar pentru mai mare întărire a tuturor celor mai sus-scrise, am poruncit credinciosului nostru pan Mihail logofăt să atârne pecetea noastră la aceasta carte a noastră.

A scris Luca, la Suceava, în anul 6951 <1443> noiembrie 29.”